# Bag den grønne dør
Bag den grønne dør (originaltitel: Behind the Green Door) er en amerikansk pornografisk film fra 1972, bredt betragtet som et af genrens "klassiske" film og en af de tidlige film i det, der anses som pornoens guldalder i årene fra 1969-1984. Filmen blev instrueret af brødrene Jim og Artie Mitchell i deres spillefilmdebut og havde Marilyn Chambers i hovedrollen. Chambers blev med filmen en mainstream-berømthed. Bag den grønne dør var en af de første hardcore-film, der blev distribueret bredt i de amerikanske biografer.
Bag den grønne dør er en filmatisering af en novelle Behind the Green Door med ukendt forfatter. Titlen refererer til hitsangen "Green Door" fra 1956, hvis tekst handler om at blive afvist ved en natklub med en grøn dør. Selvom hun spiller den centrale karakter i filmen, har Marilyn Chambers ikke et eneste ord af dialog i filmen. Filmen er muligvis den første amerikanske heteroseksuelle hardcore-film i spillefilmslængde, der inkluderer en interracial sexscene.

## Handling
En bestyrer af en diner beder to af sine faste kunder om at fortælle ham en tilsyneladende sand historie, som de tidligere har fortalt og som handler om en "grøn dør". Resten af filmen ser ud til at være en dramatisering af historiens begivenheder.
Historien om den grønne dør består i, at en velhavende kendis, Gloria Saunders (spillet af Chambers), mod sin vilje bliver ført ind i en elite-sexklub i San Francisco, hvor hun har forskellige typer af sex med flere forskellige kvinder og mænd. Sexscenerne udvikler sig i løbet af filmen til et orgie. Til sidst bærer en mand Gloria ind gennem en grøn dør, hvorefter de to har sex med hinanden.

## Betydning for eftertiden
Efter Andy Warhols' Blue Movie i 1969 var Behind the Green Door sammen med Deep Throat, også udgivet i 1972, med til at lancere "The Golden Age of Porn" (1969-1984), og senere begrebet "porno chic". Sammen med Deep Throat var filmen en af de første hardcore-pornofilm, der nåede et bredt blandet publikum. Filmen blev produceret og instrueret af brødrene Jim og Artie Mitchell, der drev stripklubber og pornobiografer i San Francisco og andre byer i Californien og som inden Behind the Green Door havde produceret mere end 200 kortere pornofilm, der blev vist i deres kæde af pornobiografer. Behind the Green Door blev indspillet på et budget på $60.000, men opnåede landsdækkende udgivelse af mainstreambiografer, hvor den ved første udgivelse indtjente mere end en million dollar. Filmen er senere genudgivet flere gange, herunder på video, DVD m.v. og har i dag samlet indtjent mere end $50 millioner. Det var en af de mest indtjenende pornofilm i 1970'erne sammen med Deep Throat og The Devil in Miss Jones (dansk titel: Den erotiske Miss Jones). Filmen blev endog vist på filmfestivalen i Cannes.
Chambers var inden filmen forholdsvis ukendt, men blev gjort til en stjerne som følge af sin medvirken. Kort inden filmen havde hun været model og medvirket i reklamer og etiketter for sæbe og rengøringsmidler. Mitchell-brødrene tilegnede sig mærkets slogan "99 og 44/100% ren" i pressemeddelelser, hvor de beskrev Chambers. Efter udgivelsen af filmen blev reklamerne skandaliseret, og Procter & Gamble tilbagekaldte alle produkter og reklamemateriale med Chambers, hvilket blot gav mere hype om filmen. At Chambers' image var så velkendt fra sæbereklamerne for "Ivory Snow", øgede filmens billetsalg og førte til adskillige jokes på tv-talkshows.

## Anmeldelser fra kritikerne
Ved udgivelsen fik filmen nogle positive anmeldelser i mainstream-medierne. Roger Ebert fra The Chicago Sun-Times gav dog filmen en negativ anmeldelse, hvori han beklagede sig over filmens manglende karakterudvikling og dens fokus på at "vise, hvor fræk den er".
Forfatteren Peter Michelson har fremhævet, at filmen er en af de få pornografiske film, der sammen med bl.a. Deep Throat og Den erotiske Miss Jones "har en minimal, men dog tilstrækkelig kunstnerisk interesse til at skille sig ud fra resten af genren", og beskrev filmen som "mere kunstfærdig end de fleste smudsfilm". Behind the Green Door var den anden film, der blev optaget i XRCO Hall of Fame efter Deep Throat.

## Juridiske problemer
Den amerikanske højesteret afsagde i 1973 en skelsættende dom, Miller mod Californien, hvori "uanstændighed" blev defineret mere bredt end tidligere, ligesom højesteret fastslog, at pornografi ikke var omfattet af det amerikanske "First Amendment" om ytringsfrihed. Afgørelsen muliggjorde, at filmen i flere amerikanske delstater kunne blive forbudt, hvilket skete i New York, Californien, Colorado og i Georgia.

## Efterfølgere
Mitchell-brødrene indspillede i 1986 en efterfølger, Behind the Green Door: the Sequel, instrueret af kabaretsangerinden Sharon McNight. Det var en af de første pornofilm med "sikker sex"-tema efter begyndelsen af AIDS-epidemien i 1980'erne, hvor de medvirkende bruger kondomer og anden beskyttelse. Filmen blev et flop, kunstnerisk og kommercielt.
I 2012 blev produceret en genindspilning med titlen New Behind the Green Door, der er løst baseret på den oprindelige film. Filmen indeholder optagelser af originalen Behind the Green Door, hvor hovedpersonen beskriver en seksuel fantasi, der minder om plottet i filmen fra 1972. Marilyn Chambers' datter medvirker i filmen.

## I populærkulturen
- I road-race-komedien Ud og køre med de skøre (originaltitel: The Cannonball Run) fra 1981 forsøger føreren af det japanske hold (spillet af Jackie Chan) at se et VHS-bånd med Behind the Green Door på en skærm i instrumentbrættet, mens han kører på en øde motorvej. Efter flere næsten-kollisioner på grund af hans distraherede kørsel, vågner hans makker på bagsædet og tvinger ham til at slukke.
- Spillefilmen Rated X fra 2000 handler om indspilningen af Behind the Green Door. Brødrene Charlie Sheen og Emilio Estevez spiller Artie og Jim Mitchell.[1]
- Skuespilleren Idris Elbas valgte at navngive sit produktionsselskab Green Door Productions. Han forklarede, at han "godt kan lide døre, og grøn er min yndlingsfarve". Da han fik fortalt, at Behind the Green Door var en af de første pornofilm, der viste interracial sex, og at den indeholdt en syv-minutters ejakulationssekvens, fik det ham blot til at blive mere glad for navnet, "fordi det tog lang tid at komme."[22]
- I 2024, da han promoverede Ricky Stanicky, citerede John Cena Behind the Green Door som sin yndlings "guilty pleasure"-film.[23]